# Akie Hanai
Akie Hanai (jap. 花井瑛絵 Hanai Akie; ur. 22 listopada 1999) – japońska zapaśniczka walcząca w stylu wolnym. Wicemistrzyni świata w 2021. Brązowa medalistka halowych igrzysk azjatyckich w 2017. Pierwsza w Pucharze Świata w 2017 i 2019. Druga na MŚ U-23 w 2018. Mistrzyni świata juniorów w 2019 i Azji juniorów w 2018. Wicemistrzyni Azji kadetek w 2016 roku.